# 菲尔斯滕采尔
菲尔斯滕采尔是德国巴伐利亚州的一个市镇。总面积79.35平方公里，总人口7704人，其中男性3748人，女性3956人（2011年12月31日），人口密度97人/平方公里。